# Trần Hi (chính khách)
Trần Hi (tiếng Trung: 陈希; bính âm: Chén Xī, sinh tháng 9 năm 1953), người Hán, một chính trị gia người Trung Quốc. Ông hiện là Ủy viên Bộ Chính trị Đảng Cộng sản Trung Quốc khóa 19, Bộ trưởng Bộ Tổ chức Trung ương Đảng Cộng sản Trung Quốc, Bí thư Ban Bí thư Trung ương Đảng Cộng sản Trung Quốc, Hiệu trưởng Trường Đảng Trung ương Đảng Cộng sản Trung Quốc.
Ông tốt nghiệp Đại học Thanh Hoa, và từng là Bí thư Đảng bộ trường đại học danh tiếng này từ năm 2002 đến năm 2008. Sau đó ông giữ chức Thứ trưởng Bộ Giáo dục và Phó Chủ tịch Hiệp hội Khoa học và Công nghệ Trung Quốc.

## Sự nghiệp
Trần Hi là bạn cũ thời đại học của Tập Cận Bình. Trần Hi từng làm Phó Trưởng ban Thường trực Ban tổ chức Trung ương tổ chức nhân sự cho Tập Cận Bình.